# Hard Cold Fire
Hard Cold Fire è il sedicesimo album in studio del gruppo musicale nordirlandese Therapy?, pubblicato nel 2023.

## Tracce
1. They Shoot the Terrible Master – 2:47
2. Woe – 2:57
3. Joy – 2:55
4. Bewildered Herd – 3:21
5. Two Wounded Animals – 3:28
6. To Disappear – 3:10
7. Mongrel – 3:37
8. Poundland of Hope and Glory – 2:25
9. Ugly – 3:02
10. Days Kollaps – 3:32

## Formazione
- Andy Cairns – voce, chitarra
- Neil Cooper – batteria
- Michael McKeegan – basso

## Classifiche
| Classifica (2023) | Posizione raggiunta |
| ----------------- | ------------------- |
| Regno Unito       | 29                  |